# Основной закон: Иерусалим — столица Израиля
Основной закон: Иерусалим — столица Израиля (ивр. חוק יסוד: ירושלים בירת ישראל‎) — один из основных законов Израиля (принят кнессетом Израиля 30 июля 1980 года), который провозглашает, что «Иерусалим, единый и неделимый, есть столица Израиля»; закон также, среди прочего, гарантирует защиту и неприкосновенность «святых мест» (ст. 3).
Хотя закон не использовал этого термина, Верховный суд Израиля интерпретировал его как фактическую аннексию территорий Восточного Иерусалима. Совет Безопасности ООН осудил это изменение в статусе Иерусалима и признал основной закон «недействительным» в резолюции 478.

## История
Официально столицей Израиля Иерусалим был объявлен решением Кнессета ещё 23 января 1950 г., но это был Иерусалим без его главной исторической части — Старого Города, находящегося на тот момент под контролем Иордании. Еврейский квартал Старого города на 19 лет прекратил свою жизнь, евреи не могли даже приблизиться к тем местам, где стоял Храм, не говоря уже о том, чтобы молиться у Стены Плача. Тем не менее, 24 государства признали Иерусалим столицей Израиля и перевели в западную его часть, находившуюся под израильским контролем, свои посольства. Но США и крупнейшие европейские государства не были в их числе, они отказались признать израильский суверенитет в Иерусалиме и считать его столицей Израиля.
В результате победы в Шестидневной войне 1967 г. Израиль установил контроль над Восточным Иерусалимом, таким образом получив контроль над всей территорией города, а в дальнейшем законодательно отделил Восточный Иерусалим от западного берега реки Иордан и объявил свой суверенитет над объединённым Иерусалимом.
22 июля 1980 года шестая Конференция руководителей неприсоединившихся стран приняла решение, декларировавшее в частности, что:
- «Город Иерусалим является неотъемлемой частью оккупированной Палестины. Он должен быть полностью покинут и безоговорочно передан под арабский суверенитет.»[7]

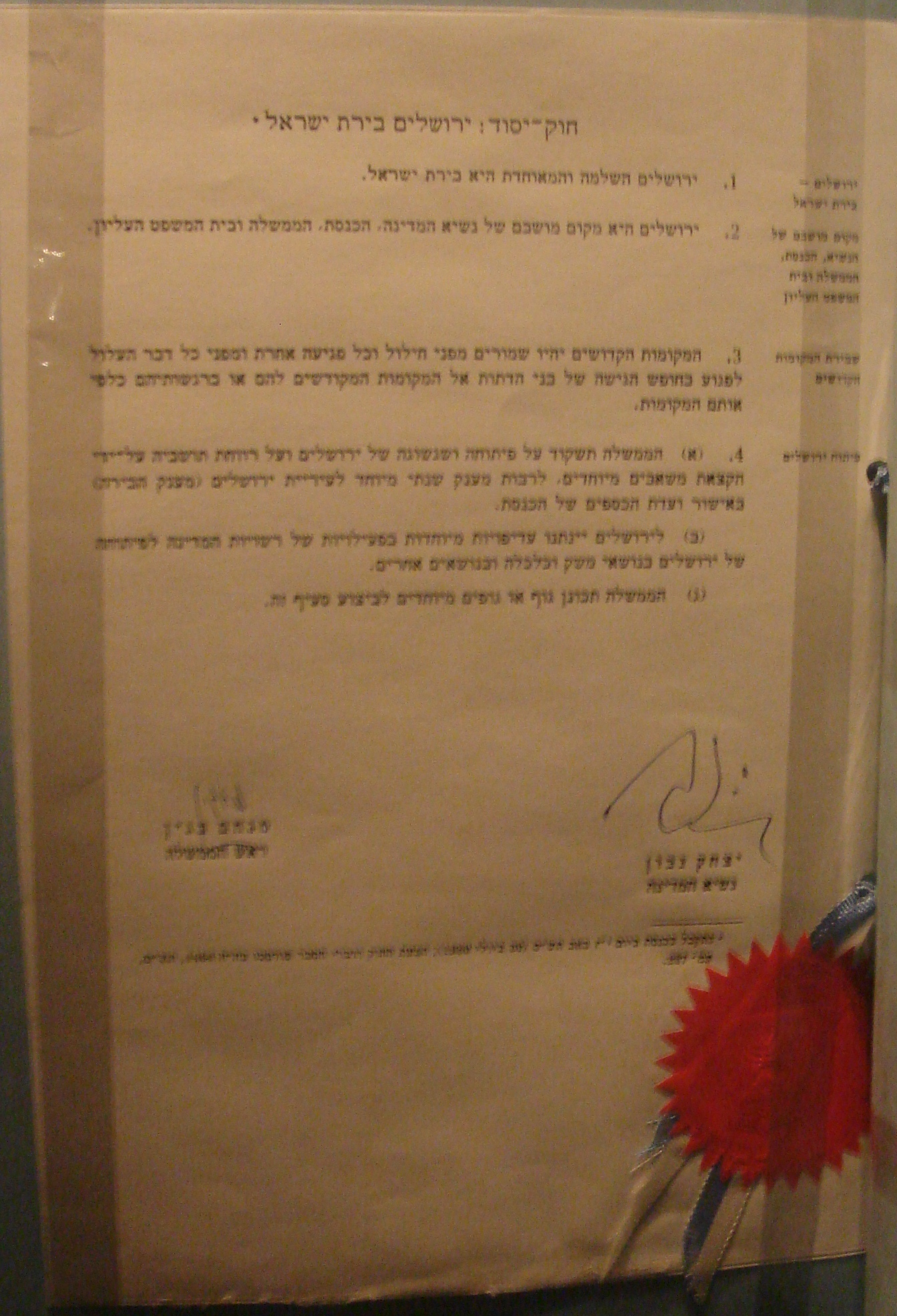
Закон об Иерусалиме

Незамедлительно последовала реакция Израиля: Закон об Иерусалиме, поданный Геулой Коэн, был поддержан премьер-министром Менахемом Бегином и был принят 30 июля 1980 г. подавляющим большинством Кнессета.
В ответ, Совет Безопасности ООН в резолюции 478, принятой 14 голосами при 1 воздержавшемся (США), постановил не признавать Закон об Иерусалиме и призвал вывести из Иерусалима существующие дипломатические миссии.
В ответ на осуждение Израиля и после того, как 13 стран перевели свои посольства из Иерусалима в Тель-Авив, «опасаясь угрозы арабов наложить на них нефтяное эмбарго», 1400 христиан из 40 стран открыли в 1980 году Международное христианское посольство в Иерусалиме:
- «Это было актом солидарности с еврейским народом и их связью со святым городом в течение уже трёх тысяч лет».

После того, как 15 августа 2006 года правительство Коста-Рики объявило о переводе своего посольства из Иерусалима в Тель-Авив, а 25 августа того же года правительство Сальвадора последовало его примеру, в Иерусалиме не осталось дипломатических миссий иностранных государств. Почти все страны размещают свои посольства в районе Большого Тель-Авива, за исключением Боливии и Парагвая, чьи посольства располагаются в пригороде Иерусалима Мевасерет-Цион. Конгресс США ещё в 1995 году принял решение о переносе посольства в Иерусалим, однако правительство США постоянно откладывало выполнение решения. В настоящее время посольство США находится в Тель-Авиве (в мае 2018 года открыто здание посольства в Иерусалиме, но переезд, по состоянию на июнь, не завершен), а в Иерусалиме находится Генеральное Консульство США.
Тем не менее, позиция Израиля остается неизменной:
- «С 1004 г. до нашей эры, когда царь Давид основал Иерусалим как столицу еврейской нации, в городе продолжалось постоянное еврейское присутствие, равно как и духовная привязанность к нему»[13].

Согласно опросу, проведенному в мае 2011 года:
66 % израильтян категорически возражают против раздела Иерусалима в любой форме и передачи части его палестинцам. […] 23 % готовы отказаться от части Восточного Иерусалима и 6 % готовы отказаться от всей восточной части города.

73 % респондентов заявили, что Израиль должен сохранить полный суверенитет над святыми местами в Иерусалиме. […] 67 % опрошенных заявили, что необходимо продолжить строительство в районах столицы, находящихся за пределами, так называемой, «зеленой черты», а 23 % потребовали заморозить строительство там.

91 % назвали Иерусалим исторической и духовной столицей еврейского народа, а 4 % назвали Тель-Авив экономическим и культурным центром возрождающегося Израиля.
Де-факто, хотя посольства большинства государств находятся в Тель-Авиве, активность аккредитованных в Израиле дипломатов фактически сосредоточивается в Иерусалиме, где находятся президент страны, правительство и кнессет.

## Текст Закона
- Basic Law: Jerusalem, Capital of Israel
  - Основной закон: Иерусалим — столица Израиля, knesset.gov.il